# Kees van Baaren
Kees Cornelis L. van Baaren (* 22. Oktober 1906 in Enschede/Provinz Overijssel; † 2. September 1970 in Oegstgeest/Provinz Zuid-Holland) war ein niederländischer Komponist und Musikpädagoge.

## Leben
Als Sohn eines Musikalienhändlers spielte van Baaren bereits früh Klavier, Cello und Mundharmonika. Von 1924 bis 1929 studierte er am Stern’schen Konservatorium in Berlin Klavier bei Rudolf Maria Breithaupt sowie Komposition und Musiktheorie bei Boris Blacher und Friedrich Ernst Koch. Zudem trat er als Jazz- und Kabarett-Pianist auf. Nach der Rückkehr in die Niederlande erhielt er Unterricht bei Willem Pijper. Ab 1948 war er Direktor des Musiklyceums in Amsterdam, 1953 wechselte er an das Utrechter Konservatorium. 1958 wurde er zum Direktor des Königlichen Konservatoriums in Den Haag ernannt und wirkte dort bis 1970; dort war er Lehrer einer jungen niederländischen Komponistengeneration (u. a. Louis Andriessen, Theo Bruins, Misha Mengelberg, Reinbert de Leeuw, Jan van Vlijmen, Peter Schat und Jan Wisse). 1969 erhielt er den Sweelinck-Preis für sein Gesamtwerk.

## Werke

### Werke für Orchester
- 1934 Concertino f. Klavier u. Orchester
- 1956 Sinfonia f. Orchester
- 1959 Variazioni per orchestra
- 1964 Musica per campane
- 1964 Concerto f. Klavier u. Orchester
- 1966 Musica per orchestra

### Werke für Blasorchester
- 1961 Partita für Sinfonisches Blasorchester, 1961
  1. Intrada
  2. Bourrée
  3. Sarabande
  4. Gigue

### Musik für Tasteninstrumente
- 1948 Sonatina in memoriam Willem Pijper für Klavier
- 1954 Muzikaal zelfportret, Musikalisches Selbstporträt für Klavier

### Messen und geistliche Musik
- 1948/1955–1956 The Hollow Men Kantate für Sopran, Bariton, gemischten Chor u. Orchester, T: Thomas S. Eliot

### Vokalmusik und Chorwerke
- 1947 Three poems für Frauenchor, T: Emily Dickinson
- 1947 Recueillement für Singstimme u. Klavier, T: Baudelaire
- 1952 2 Lieder für Männerchor

### Kammermusik
- 1936 Trio für Flöte, Klarinette u. Fagott
- 1952 Settetto für Violine, Flöte, Klarinette, Oboe, Fagott, Horn u. Kontrabass
- 1960 Canzonetta triste für Violine u. Klavier
- 1962 Quartetto per archi (Sovraposizioni I), Streichquartett
- 1963 Quintetto a fiato (Sovraposizioni II), Bläserquintett
- 1965 Musica per flauto solo